# Henicocoris monteithi
Henicocoris monteithi Woodward, 1968, è un insetto appartenente ai Rincoti Eterotteri, superfamiglia Idiostoloidea. La specie, endemica dell'Australia, è l'unica appartenente al genere Henicocoris e alla famiglia Henicocoridae.

## Descrizione
L'adulto ha un corpo dal profilo oblungo-ovale, con capo provvisto di ocelli, antenne e rostro di 4 segmenti. Il pronoto è di forma trapezoidale. Le emielitre sono interamente sclerificate e le ali posteriori sono assenti. Le zampe hanno tarsi composti da tre segmenti.
L'addome porta gli stigmi in posizione ventrale ed è provvisto di tricobotri in numero di uno negli urosterniti III e IV e di due negli urosterniti VI e VII. L'urite V è invece privo di tricobotri.

## Biologia e habitat
La biologia di questa specie è poco conosciuta, per la sua fugacità. Gli esemplari rinvenuti sono stati raccolti di notte dal terreno o da tronchi di alberi abbattuti. Sono insetti fitofagi e si alimentano di semi.
L'habitat è rappresentato dalla foresta pluviale temperata delle regioni costiere dell'Australia sudorientale, negli stati del Victoria e del Nuovo Galles del Sud.

## Inquadramento sistematico
Inizialmente, Woodward inserì questa specie nella famiglia dei Lygaeidae definendo la specifica sottofamiglia Henicocorinae, sulla base delle affinità morfologiche relative al sistema dei tricobotri e dell'assenza di spermateca nelle femmine. Successivamente Henry (1997) elevò la sottofamiglia al rango di famiglia (Henicocoridae) includendola nella superfamiglia degli Idiostoloidea.
Come detto in precedenza, sia la famiglia sia il genere comprendono la sola specie descritta da Woodward.
La letteratura cita anche il genere Henicocoris Villiers, 1969, incluso nella famiglia Enicocephalidae. Si tratta di un'omonimia, caso non unico in Zoologia; il genere è stato rinominato da Štys con il sinonimo Henicocorinus.